# Numan Kurtulmuş
Numan Kurtulmuş (ur. 23 marca 1959 w Ünye) – turecki polityk, ekonomista i nauczyciel akademicki, profesor, deputowany, wicepremier i minister, zastępca przewodniczącego Partii Sprawiedliwości i Rozwoju (AKP), od 2023 przewodniczący Wielkiego Zgromadzenia Narodowego Turcji.

## Życiorys
Z wykształcenia ekonomista, w 1982 ukończył studia na wydziale zarządzania Uniwersytetu Stambulskiego. Na tym samym wydziale w 1984 uzyskał magisterium, doktoryzował się w 1992. Został pracownikiem naukowym na macierzystej uczelni, od 1994 pracował jako docent w katedrze ekonomiki pracy. W 2004 uzyskał pełną profesurę. Pod koniec lat 80. kształcił się na Temple University, w pierwszej połowie lat 90. był profesorem wizytującym na Uniwersytecie Cornella.
Pod koniec lat 90. dołączył do Partii Cnoty, objął funkcję jej przewodniczącego w prowincji Stambuł. Po zdelegalizowaniu tego stronnictwa został członkiem Partii Szczęścia, w latach 2008–2010 był przewodniczącym tej formacji. Później w 2010 wystąpił z tego ugrupowania, a także założył i stanął na czele nowej partii Halkın Sesi Partisi. W 2012 działacze HSP i jej lider na zaproszenie Recepa Tayyipa Erdoğana przyłączyli się do Partii Sprawiedliwości i Rozwoju.
Numan Kurtulmuş objął funkcję wiceprzewodniczącego AKP do spraw gospodarczych. Od sierpnia 2014 do lipca 2017 sprawował urząd wicepremiera w rządach, którymi kierowali Ahmet Davutoğlu i Binali Yıldırım. Następnie przeszedł na stanowisko ministra kultury, które zajmował do lipca 2018.
W międzyczasie w czerwcu 2015 uzyskał mandat deputowanego do Wielkiego Zgromadzenia Narodowego Turcji. Z powodzeniem ubiegał się o poselską reelekcję w wyborach w listopadzie 2015, 2018 oraz 2023. W sierpniu 2018 objął funkcję zastępcy przewodniczącego AKP Recepa Tayyipa Erdoğana. W czerwcu 2023 został wybrany na przewodniczącego tureckiego parlamentu.